# Железнодорожный транспорт в Латвии

Паровоз серии С в Латвии, 1935 г.

Железнодорожный транспорт Латвии — сеть железных дорог в Латвии. Протяжённость государственных железных дорог 
составляет 2263,3 км колеи 1520 мм, а также 33,4 км колеи 750 мм на участке Гулбене — Алуксне.
Развитие железных дорог в Латвии началось с середины XIX века, с постройкой в 1860 году железной дороги из Абрене (ныне Пыталово) до Динабурга (Даугавпилс) длиной 160 км, как составной части Петербургско-Варшавской железной дороги.
Наиболее интенсивное развитие железные дороги в Латвии получили со времени постройки в 1861 году Риго-Динабургской железной дороги, протяжённостью 232 км, соединённой с Петербург-Варшавской железной дорогой, тем самым обеспечив выход железных дорог Латвии на общероссийскую сеть железных дорог. Также во второй половине XIX века были построены железные дороги Динабург — Радвилишкис, Митава — Муравьёво и другие.
С 1890-х годов, наряду с железными дорогами широкой колеи (1524 мм), строились узкоколейные железные дороги колеи 750 мм. Большая часть узкоколейных железных дорог была перешита на широкую колею и/или разобрана во второй половине XX века.
В 1941 году широкая колея была перешита на европейский стандарт, в 1944/45 гг. обратно на российско-советский.
На данный момент в Латвии имеется 140 станций, 21 разъезд и 128 остановочных пунктов (из них 62 открыты для пассажиров).
С октября 2019 в Латвии началась реализация международного проекта «Rail Baltica», который должен связать страны Балтии и Финляндию с Польшей железнодорожным сообщением с колеёй европейской ширины (1435 мм). Трасса пройдёт по территории Латвии от эстонской до литовской границы с ответвлением на Ригу и Рижский международный аэропорт, которые станут единственными международными станциями. Кроме них планируется построить 16 региональных станций и грузовой терминал в Саласпилсе.